# Club Vorwärts
El Club Vorwärts (cuyo nombre original era Verein Vorwärts, que traducido del alemán equivale a Unidos Adelante) fue un club socialista fundado en Argentina el 1 de enero de 1882 por un grupo de inmigrantes alemanes. El club tomó el nombre de Vorwärts, el periódico oficial del Partido Socialdemócrata de Alemania (SPD), con la finalidad de difundir en el país las ideas del socialismo conforme al programa del SPD, por entonces el más influyente y pujante del movimiento socialista internacional.

## Fundación y desarrollo
A la reunión constitutiva, que se realizó en la cervecería Bieckert del Paseo de Julio asistieron como fundadores Augusto Kühn, Augusto Latzke, A. Liedtke, Juan Luther, Guillermo Luther, Carlos Müccke, Gustavo Nocke, Schroder, C. Schulz, , A. Thiel, A. Volkman, Teodoro Weber, Federico Weiss, Gustavo Emilio Weiss y Wilhelm Schulze . Su primera sede fue en la calle Comercio –hoy Humberto I- n° 880 en el barrio de San Telmo.
El 2 de octubre de 1886 comenzó bajo la dirección de A. Uhle la publicación de su órgano de prensa de nombre Vorwärts escrito en alemán y español. 
La entidad estuvo representada por el alemán Wilhelm Liebknecht en la reunión de partidos socialistas y laboristas realizada en París en 1889, de la que surge la Segunda Internacional, una organización que deseaba coordinar la actividad como la Internacional Socialdemócrata. El Club Vorwärts organizó el 1 de mayo de 1890 una reunión de protesta de trabajadores en consonancia con las realizadas en el resto del mundo de acuerdo con lo resuelto por la Segunda Internacional en aquel congreso. A dicha reunión asistieron unos 1500 trabajadores, que aprobaron por aclamación fundar una federación de obreros y un periódico para la defensa de la clase obrera. Este sería El Obrero, el primer periódico marxista del país.
A fines de abril de 1894, tres de los cuatro grupos socialistas argentinos más activos (Les Egaux, Fascio dei Lavoratori y la Agrupación Socialista, Les Fulmi et Ago) se reunieron para confederarse y formar el Partido Socialista Obrero Internacional (PSOI). El Club Vorwärts también fue invitado, pero rehusó integrarse argumentando que mientras los inmigrantes no pudieran votar carecía de sentido formar un partido para actuar en la vida política argentina pero igualmente se integró al partido pocos meses después.